# Snöslända
Snösländan (Boreus hyemalis) är en 3 till 4 millimeter lång, grönbrunt metallglänsande insekt med förkrympta vingar.
Hannen har 4 korta, i spetsen nedåtkrökta vingrudiment. Hos honan återstår bara 2 små fjällformade rester av vingarna. För övrigt känns honan igen på sitt sabelformade äggläggningsrör. Snösländan hittar man i fullbildat tillstånd bara under den kallare årstiden mellan oktober och mars.
Den kryper eller hoppar på snön vid en temperatur av några grader över eller under fryspunkten. Vid samma tid sker även parningen. Larverna lever bland mossa och förpuppas i september i en håla i jorden. Både larver och fullbildade snösländor livnär sig på mossa.